# Bahnhof Gundelfingen (Breisgau)
Der Bahnhof Gundelfingen (Breisgau) liegt in der Gemeinde Gundelfingen im Breisgau, sechs Kilometer nördlich von Freiburg in Baden-Württemberg. Er befindet sich an der Hauptstrecke Mannheim–Karlsruhe–Freiburg–Basel (Rheintalbahn). Südlich des Haltepunktes zweigt die dem Güterverkehr vorbehaltene Umgehungsbahn Freiburg ab. Er wird von Zügen der Breisgau-S-Bahn sowie der DB Regio bedient und besitzt zwei Bahnsteiggleise an je einem Seitenbahnsteig. Gemäß der Eisenbahn-Bau- und Betriebsordnung handelt es sich heute beim Bahnhof Gundelfingen nicht mehr um einen Bahnhof, sondern um eine Haltestelle.

## Geschichte
Mit der am 30. Juli 1845 erfolgten Inbetriebnahme des Streckenabschnittes Offenburg–Freiburg Hbf der von Mannheim über Karlsruhe nach Basel führenden Rheintalbahn begann die Geschichte des Bahnhofs Gundelfingen.
Um den Freiburger Hauptbahnhof zu entlasten, wurde am 4. September 1905 die in Gundelfingen abzweigende Güterumgehungsbahn eingeweiht.
1955 wurde die komplette Strecke der Rheintalbahn und damit auch der Bahnhof Gundelfingen elektrifiziert.
Im Rahmen der 2023 durch einen Bürgerentscheid abgelehnten Planungen zur Verlängerung der Straßenbahn Freiburg durch Gundelfingen war zeitweise eine Verlegung der Bahnsteige um 100 Meter nach Norden geplant.

## Verkehr

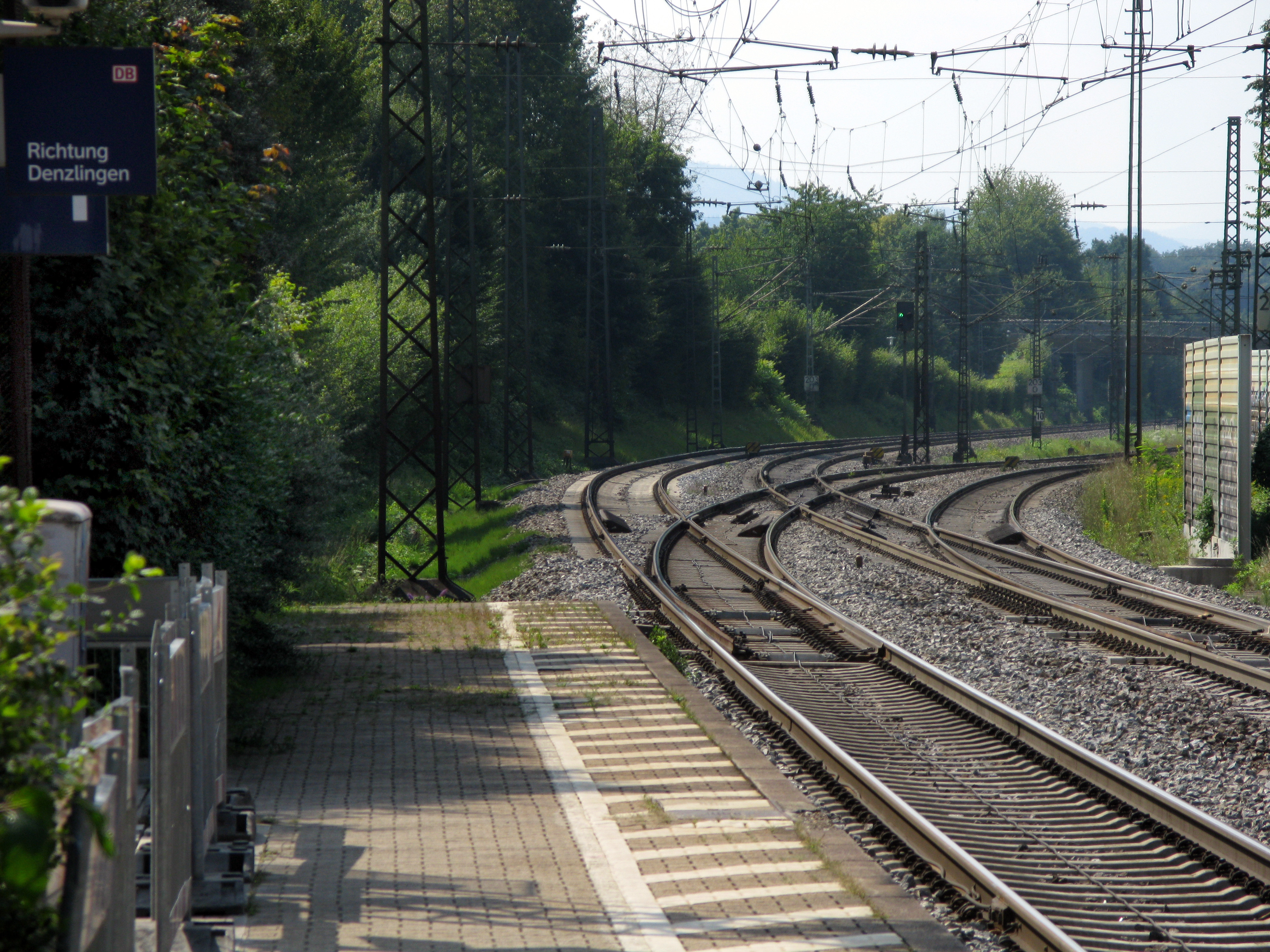
Abzweig der Güterumgehungsbahn (rechts) bei Gundelfingen

In Gundelfingen halten täglich rund 100 Züge von DB Regio und der Breisgau-S-Bahn. Es bestehen Direktverbindungen nach Basel, Freiburg im Breisgau, Offenburg, Karlsruhe, Waldkirch und Elzach. Die Gemeinde gehört dem Regio-Verkehrsverbund Freiburg (RVF) an.

### Fernverkehr
In Gundelfingen halten keine Fernverkehrszüge. Die nächste vom Fernverkehr bediente Station ist Freiburg (Breisgau) Hauptbahnhof.

### Nahverkehr
Planmäßig wird Gundelfingen fast ausschließlich durch die Linien S2, die im Netz der Breisgau-S-Bahn von der SWEG bedient wird, und der RB26 von DB Regio bedient. Vereinzelt halten in Gundelfingen auch die Regional-Express-Züge der Relation Offenburg – Basel.
| Linie | Verlauf | Takt | Betreiber |
| ----- | --- | --- | --------- |
| RE7   | Offenburg – Lahr (Schwarzw) – Emmendingen – Denzlingen – Gundelfingen (Breisgau) – Freiburg (Breisgau) – Schallstadt – Bad Krozingen – Müllheim (Baden) – Basel Bad Bf (– Basel SBB) | einzelne Züge                                                                                            | DB Regio  |
| RB26  | (Müllheim (Baden) – Buggingen – Heitersheim – Bad Krozingen – Norsingen – Schallstadt – Ebringen –) (einzelne Züge wochentags) Freiburg (Breisgau) Hbf – (Freiburg-Herdern → Freiburg-Zähringen →) (ein Zug morgens in Tagesrandlage) Gundelfingen (Breisgau) – Denzlingen – Kollmarsreute – Emmendingen – Teningen-Mundingen – Köndringen – Riegel-Malterdingen – Kenzingen – Herbolzheim (Breisgau) – Ringsheim – Orschweier – Lahr (Schwarzw) – Friesenheim (Baden) – Offenburg Stand: Fahrplanwechsel Dezember 2022 | 60 min                                                                                                   | DB Regio  |
| S2    | Freiburg (Breisgau) Hbf – Freiburg-Herdern – Freiburg-Zähringen – Gundelfingen (Breisgau) – Denzlingen – Buchholz (Baden) – Batzenhäusle – Waldkirch – Kollnau – Gutach (Breisgau) – Bleibach – Niederwinden – Oberwinden – Elzach Stand: Fahrplanwechsel Dezember 2022 | 30 min (Freiburg–Bleibach) 30/60 min (Bleibach–Elzach wochentags) 60 min (Bleibach–Elzach am Wochenende) | SWEG      |

### Güterverkehr
Direkt südlich an den Haltepunkt schließt sich die Abzweigstelle Gundelfingen an. Dort wird der teilweise dichte Nord-Süd-Güterverkehr auf die Güterumgehungsbahn Freiburg geleitet.

### Busverkehr
Ab dem Bahnhof Gundelfingen verkehren die Buslinien 15, 16 (beide Gundelfingen–Wildtal–Zähringen–Freiburg) sowie zur Hauptverkehrszeit die Buslinie 24 (Gundelfingen–Freiburg Industriegebiet Nord). Diese werden von der Freiburger Verkehrs AG betrieben. Ins weitere Umland verkehren von der Südbadenbus angebotene Regionalbusse.

### Radverkehr
Am Bahnhof Gundelfingen besteht eine Station des Fahrradverleihsystems Frelo. Weitere Stationen bestehen in der Ortsmitte, an der Endhaltestelle der Straßenbahnlinie 3 und in Wildtal sowie in Vörstetten, Reute, Denzlingen und Zähringen.